# 8430 Florey
8430 Florey este un asteroid din centura principală de asteroizi.

## Descriere
8430 Florey este un asteroid din centura principală de asteroizi. A fost descoperit pe 25 decembrie 1997 la Woomera de Frank B. Zoltowski. El prezintă o orbită caracterizată de o semiaxă mare de 2,81 ua, o excentricitate de 0,10 și o înclinație de 3,7° în raport cu ecliptica.